# Кольонія-Обровська
Кольонія-Обровська (пол. Kolonia Obrowska) — село в Польщі, у гміні Оброво Торунського повіту Куявсько-Поморського воєводства.
У 1975-1998 роках село належало до Торунського воєводства.